# Ateneu Móra La Nova
L'Ateneu Obrer o Ateneo, és un centre cívic i social de Móra la Nova. Aquest local va ser creat gràcies a la iniciativa del fuster Carles Sastre Estivill, segons afirma Lluís Perpinyà citant fonts orals recollides al municipi (Casa Cubells), el qual va tenir la idea de crear una societat recreativa per contrarestar la iniciativa que havia pres l'altre Casal.

## Història
Va ser fundat el 1915, i va passar a ser casa de cultura i entitats locals.
El reglament de l'Ateneu data de 1905, i el primer president fou Rodolfo Piqué.
La nova societat s'instal·là en un primer moment en un espai de lloguer, a casa Pedret, al carrer de Mendizábal, num 5-7, i més endavant se construí l'edifici de propietat, al carrer de Riego.
Confiscat després de la guerra civil, l'Ateneu va fer les funcions de cinema (cine España) i no fou fins a l'any 1972 que l'ajuntament presidit per Antoni Mateu va recuperar l'edifici per efectuar-hi diverses activitats socials per al poble. L'ajuntament del 1995, que estava presidit per Joan Sabanza va remodelar totalment l'edifici. El cost de la remodelació va ser de 5.150814 pessetes i el president Jordi Pujol la va inaugurar el 30 d'abril de 1995
Van assignar despatxos a l'Ateneu a una quinzena d'entitats locals.
Antigament, la Fundació La Caixa tenia la titularitat de la biblioteca. A l'any 1995, signa un conveni amb l'Ajuntament i cedeix tot el fons bibliogràfic. Llavors, canvia d'ubicació i es trasllada a un edifici municipal, més ampli i rehabilitat. Actualment, la biblioteca es troba integrada dins l'Ateneu cultural (Casa de Cultura).
L'edifici té dues plantes: la planta baixa alberga diferents associacions i entitats culturals i esportives de la localitat. A la planta superior hi ha la biblioteca i una gran sala polivalent destinada a la realització d'activitats diverses.
Hi ha un edifici annex, l'Escola d'Arts i Oficis.
La biblioteca té una superfície de 384 m², part de l'espai està ocupat per 242 m lineals de prestatgeries que donen cabuda al fons bibliogràfic.
Degut a unes obres al CP Tres d'abril, en reunió celebrada el 5 de setembre de 1996 s'acorda utilitzar les dependències de l'Ateneu com a local electoral.